# Jan Budkiewicz
Jan Edward Budkiewicz (ur. 19 maja 1934 w Warszawie, zm. 2 sierpnia 2022 tamże) – polski publicysta, krytyk filmowy, scenarzysta i reżyser, działacz związkowy, poseł na Sejm II kadencji (1993–1997).

## Życiorys
Syn Bronisława i Wiktorii. W latach 1952–1956 studiował na Wydziale Dziennikarstwa Uniwersytetu Warszawskiego (specjalizacja krytyka filmowa), a w latach 1958–1963 – w Państwowej Wyższej Szkole Filmowej, Telewizyjnej i Teatralnej im. Leona Schillera (dyplom w 1966). Podczas studiów filmowych zrealizował osiem etiud, w tym Wiślane teatrum z 1961 i Opowiadanie niemoralne z 1963, które wyróżniono nagrodami na festiwalu etiud PWSFTviT w 1964.
Należał do Związku Młodzieży Polskiej oraz Zrzeszenia Studentów Polskich. Zainicjował powstanie, następnie przewodniczył pierwszemu w Polsce Dyskusyjnemu Klubowi Filmowemu Po prostu (Zygzakiem). Był współzałożycielem Federacji Dyskusyjnych Klubów Filmowych. Jako krytyk filmowy i publicysta kulturalny współpracował czasopismami „Nowa Wieś”, „Sztuka Filmowa”, „Głos Pracy”, „Ekran”
Jako reżyser filmów dokumentalnych debiutował w 1965, pierwszy film fabularny wyreżyserował w 1971. Był scenarzystą i reżyserem kilku fabularnych filmów, telewizyjnych i kinowych powstałych w latach 70. i 80. Najbardziej znany z nich to Dekameron 40, czyli cudowne przytrafienie pewnego nieboszczyka z udziałem aktorów z Polski i Bułgarii (m.in. Hanny Skarżanki). Był reżyserem w Przedsiębiorstwie Realizacji Filmów „Zespoły Filmowe” (od 1964). Współpracował (m.in. jako drugi reżyser) przy filmach Janusza Nasfetera, Aleksandra Forda, Jerzego Gruzy, Andrzeja Wajdy czy Siergieja Bondarczuka.
W latach 1978–1980 był sekretarzem rady reżyserów w Stowarzyszeniu Filmowców Polskich. W 1981 został przewodniczącym związku, a w 1984 przewodniczącym Federacji Związków Zawodowych Pracowników Kultury i Sztuki, zrzeszonej w Ogólnopolskim Porozumieniu Związków Zawodowych. Członek rady, a także prezydium OPZZ. Był członkiem komisji kultury Patriotycznego Ruchu Odrodzenia Narodowego. Od 1984 do 1990 członek Narodowej Rady Kultury. W 2020 powołany w skład Rady ds. Unii Europejskiej przy marszałku województwa mazowieckiego.
W latach 1993–1997 sprawował mandat posła na Sejm II kadencji, uzyskał go jako bezpartyjny kandydat z listy ogólnopolskiej Sojuszu Lewicy Demokratycznej. Zasiadał w Komisji Mniejszości Narodowych i Etnicznych, Komisji Kultury i Środków Przekazu oraz Komisji Regulaminowej i Spraw Poselskich. Od 1998 do 2002 był radnym Warszawy.
Współtwórca publikacji DSS/Wspomnienia o Dziennikarskiej Spółdzielni Satyrycznej (2005), Grzeszni – niezlustrowani. Wspomnienia absolwentów Wydziału Dziennikarskiego Uniwersytetu Warszawskiego (rocznik 1952–1956) (w trzech częściach: 2000, 2003 i 2014). Autor książek Moje posłowanie. Niektóre wystąpienia. Dokumenty (1997) oraz Samolustracja w niedorzeczu Wisły (2019).
Został pochowany na cmentarzu w Radości.

## Życie prywatne
Syn Bronisława i Wiktorii. Zawarł związek małżeński z Kamilą Balcerską, miał dwie córki: Joannę i Zofię.

## Twórczość
Filmy dokumentalne
- 1965: Akademia pana Brzechwy (realizacja)
- 1973: Gilleleje (realizacja i zdjęcia)
- 1974: Trzydziestolatki (scenariusz i reżyseria; wyróżnienie na Festiwalu Filmów Morskich w Szczecinie w 1976)
- 1977: M/S „Kapitan Ledóchowski” (scenariusz i reżyseria; nagroda na międzynarodowym festiwalu filmów morskich w Kartagenie w 1978)[5]

Filmy fabularne
- 1971: Mateo Falcone (scenariusz i reżyseria)
- 1971: Dekameron 40, czyli cudowne przytrafienie pewnego nieboszczyka (scenariusz i reżyseria)
- 1976: Olśnienie (reżyseria)
- 1985: Pobojowisko (scenariusz i reżyseria)[5]

Spektakle teatralne (reżyseria)
- 1978: William Saroyan, Zabawa jak nigdy, Teatr im. Stefana Żeromskiego w Kielcach
- 1979: Ion Druță, Największa świętość, Teatr im. Stefana Żeromskiego w Kielcach
- 1980: Jacek Stwora, Nadspodziewany początek bankietu, Teatr Ludowy w Krakowie
- 1983: Kazimierz Moczarski, Rozmowy z katem, Teatr Ludowy w Krakowie[13]

## Odznaczenia
- Krzyż Komandorski Orderu Odrodzenia Polski – 2004[14]
- Krzyż Oficerski Orderu Odrodzenia Polski – 1997[15]
- Krzyż Kawalerski Orderu Odrodzenia Polski
- Medal 40-lecia Polski Ludowej
- Odznaka „Zasłużony Działacz Kultury”
- Złota Odznaka honorowa „Za Zasługi dla Warszawy”
- Odznaka Honorowa za Zasługi dla Ochrony Pracy – 2010[16]